# اودري دانا
اودري دانا (بالفرنسية: Audrey Dana )‏ (و. 1979  م) هي مخرجة أفلام، وممثلة مسرحية، وممثلة أفلام، وكاتبة سيناريو فرنسية، ولدت في روي-مالميزون.

## جوائز
حصلت على جوائز منها:
- جائزة رومي شنايدر  [لغات أخرى]‏ (2008)
- فارس وسام الفنون والآداب.

## وصلات خارجية
- اودري دانا على موقع IMDb (الإنجليزية)
- اودري دانا على موقع ميتاكريتيك (الإنجليزية)
- اودري دانا على موقع روتن توميتوز (الإنجليزية)
- اودري دانا على موقع قاعدة بيانات الأفلام العربية
- اودري دانا على موقع ألو سيني (الفرنسية)
- اودري دانا على موقع تيرنر كلاسيك موفيز (الإنجليزية)
- اودري دانا على موقع أول موفي (الإنجليزية)
- اودري دانا على موقع قاعدة بيانات الأفلام السويدية (السويدية)
- اودري دانا على موقع قاعدة بيانات الفيلم (الإنجليزية)
- اودري دانا على موقع ليتربوكسد (الإنجليزية)